# Ryan Sommer
Pour les articles homonymes, voir Sommer.
Ryan Sommer est un bobeur canadien, né le 27 août 1993.

## Biographie
Il remporte aux Championnats du monde de la FIBT 2019 la médaille de bronze en bob à quatre avec Justin Kripps, Cameron Stones et Ben Coakwell.
Sommer annonce la fin de sa carrière en août 2022.

## Palmarès

### Jeux Olympiques
- : médaillé de bronze en bob à 4 aux JO 2022.

### Coupe du monde de bobsleigh
- 12 podiums : 
  - bob à 4 : 4 victoires, 3 deuxièmes places et 5 troisièmes places.

#### Détails des victoires en Coupe du monde
| Édition   | Bob à 2 | Bob à 4                     |
| 2018-2019 |         | Lake Placid                 |
| 2019-2020 |         | Lake Placid x2 Saint-Moritz |